# 何聯恩
何聯恩（1854年—？），字锡之，号筱柬。浙江余姚人。清朝政治人物、進士出身。
光緒二十四年，登進戊戌科進士，同年五月，改翰林院庶吉士。光緒二十九年四月，散館，著以部属用，任刑部郎中，法部员外郎。為李焕民祖父。